# Prémios Emmy do Primetime de 2015
A 67.ª edição dos Prémios Emmy do Primetime premiou os melhores programas de televisão no horário nobre dos Estados Unidos exibidos no período de 1º de junho de 2014 até 31 de maio de 2015, conforme escolhido pela Academia de Artes e Ciências da Televisão. A cerimônia foi realizada no domingo, 20 de setembro de 2015 no Microsoft Theater, no centro de Los Angeles, Califórnia, e foi transmitida nos EUA pela Fox. A cerimônia foi apresentada por Andy Samberg. O Emmy dos Primetime Creative Arts foi realizado em 12 de setembro, sendo transmitido pela FXX em 19 de setembro. As nomeações foram anunciadas em 16 de julho de 2015.

## Indicados e vencedores
Os vencedores estão em negrito.

### Programas
| Melhor série de comédia - Veep (HBO) - Louie (FX) - Modern Family (ABC) - Parks and Recreation (NBC) - Silicon Valley (HBO) - Transparent (Amazon Prime Video) - Unbreakable Kimmy Schmidt (Netflix)                                                                  | Melhor série dramática - Game of Thrones (HBO) - Better Call Saul (AMC) - Downton Abbey (PBS) - Homeland (Showtime) - House of Cards (Netflix) - Mad Men (AMC) - Orange Is the New Black (Netflix) |
| Melhor talk show - The Daily Show with Jon Stewart (Comedy Central) - The Colbert Report (Comedy Central) - Jimmy Kimmel Live! (ABC) - Last Week Tonight with John Oliver (HBO) - Late Show with David Letterman (CBS) - The Tonight Show Starring Jimmy Fallon (NBC) | Melhor programa de esquetes - Inside Amy Schumer (Comedy Central) - Drunk History (Comedy Central) - Key & Peele (Comedy Central) - Portlandia (IFC) - Saturday Night Live (NBC)                   |
| Melhor série limitada ou telefilme - Olive Kitteridge (HBO) - American Crime (ABC) - American Horror Story: Freak Show (FX) - The Honourable Woman (Sundance TV) - Wolf Hall (PBS)                                                                                    | Melhor reality show de competição - The Voice (NBC) - The Amazing Race (CBS) - Dancing with the Stars (ABC) - Project Runway (Lifetime) - So You Think You Can Dance (Fox) - Top Chef (Bravo)      |
| Melhor série animada - Over the Garden Wall (Cartoon Network) - Archer (FX) - Bob's Burgers (Fox) - South Park (Comedy Central) - The Simpsons (Fox) | |

### Atuação

#### Atuação principal
| Melhor ator em série de comédia - Jeffrey Tambor como Maura Pfefferman por Transparent (Episódio: "The Letting Go") (Amazon Prime Video) - Anthony Anderson como Andre "Dre" Johnson, Sr. por Black-ish (Episódio: "Sex, Lies, and Vasectomies") (ABC) - Don Cheadle como Marty Kaan por House of Lies (Episódio: "It's a Box Inside a Box Inside a Box, Dipshit") (Showtime) - Louis C.K. como Louie por Louie (Episódio: "Bobby's House") (FX) - Will Forte como Phil "Tandy" Miller por The Last Man on Earth (Episódio: "Alive in Tucson") (Fox) - Matt LeBlanc como ele mesmo por Episodes (Episódio: "Episódio Cinco") (Showtime) - William H. Macy como Frank Gallagher por Shameless (Episódio: "A Night to Remem... Wait, What?") (Showtime) | Melhor atriz em série de comédia - Julia Louis-Dreyfus como Selina Meyer por Veep (Episódio: "Election Night") (HBO) - Edie Falco como Jackie Peyton por Nurse Jackie (Episódio: "I Say a Little Prayer") (Showtime) - Lisa Kudrow como Valerie Cherish por The Comeback (Episódio: "Valerie Is Taken Seriously") (HBO) - Amy Poehler como Leslie Knope por Parks and Recreation (Episódio: "One Last Ride") (NBC) - Amy Schumer como Amy/várias personagens por Inside Amy Schumer (Episódio: "Cool With It") (Comedy Central) - Lily Tomlin como Frankie Bergstein por Grace and Frankie (Episódio: "The Vows") (Netflix)       |
| Melhor ator em série dramática - Jon Hamm como Don Draper por Mad Men (Episódio: "Person to Person") (AMC) - Kyle Chandler como John Rayburn por Bloodline (Episódio: "Parte 12") (Netflix) - Jeff Daniels como Will McAvoy por The Newsroom (Episódio: "What Kind of Day Has It Been") (HBO) - Bob Odenkirk como Jimmy McGill por Better Call Saul (Episódio: "Pimento") (AMC) - Liev Schreiber como Ray Donovan por Ray Donovan (Episódio: "Walk This Way") (Showtime) - Kevin Spacey como Frank Underwood por House of Cards (Episódio: "Chapter 32") (Netflix) | Melhor atriz em série dramática - Viola Davis como Annalise Keating por How to Get Away with Murder (Episódio: "Freakin' Whack-a-Mole") (ABC) - Claire Danes como Carrie Mathison por Homeland (Episódio: "From A to B and Back Again") (Showtime) - Taraji P. Henson como Cookie Lyon por Empire (Episódio: "Pilot") (Fox) - Tatiana Maslany como várias personagens por Orphan Black (Episódio: "Certain Agony of the Battlefield") (BBC America) - Elisabeth Moss como Peggy Olson por Mad Men (Episódio: "Person to Person") (AMC) - Robin Wright como Claire Underwood por House of Cards (Episódio: "Chapter 32") (Netflix) |
| Melhor ator em série limitada ou telefilme - Richard Jenkins como Henry Kitteridge por Olive Kitteridge (HBO) - Adrien Brody como Harry Houdini por Houdini (History) - Ricky Gervais como Derek Noakes por Derek: The Special (Netflix) - Timothy Hutton como Russ Skokie por American Crime (ABC) - David Oyelowo como Peter Snowden por Nightingale (HBO) - Mark Rylance como Thomas Cromwell por Wolf Hall (PBS) | Melhor atriz em série limitada ou telefilme - Frances McDormand como Olive Kitteridge por Olive Kitteridge (HBO) - Maggie Gyllenhaal como Nessa Stein por The Honourable Woman (Sundance TV) - Felicity Huffman como Barbara "Barb" Hanlon por American Crime (ABC) - Jessica Lange como Elsa Mars por American Horror Story: Freak Show (FX) - Queen Latifah como Bessie Smith por Bessie (HBO) - Emma Thompson como Mrs. Lovett por Live from Lincoln Center: Sweeney Todd: The Demon Barber of Fleet Street in Concert with the New York Philharmonic (PBS)                                                                    |

#### Atuação coadjuvante
| Melhor ator coadjuvante em série de comédia - Tony Hale como Gary Walsh por Veep (Episódio: "East Wing") (HBO) - Andre Braugher como Capitão Ray Holt por Brooklyn Nine-Nine (Episódio: "The Mole") (Fox) - Tituss Burgess como Titus Andromedon por Unbreakable Kimmy Schmidt (Episódio: "Kimmy Goes to School!") (Netflix) - Ty Burrell como Phil Dunphy por Modern Family (Episódio: "Crying Out Loud") (ABC) - Adam Driver como Adam Sackler por Girls (Episódio: "Close-Up") (HBO) - Keegan-Michael Key como vários personagens por Key & Peele (Episódio: "Sex Detective") (Comedy Central) | Melhor atriz coadjuvante em série de comédia - Allison Janney como Bonnie Plunkett por Mom (Episódio: "Dropped Soap and a Big Guy por a Throne") (CBS) - Mayim Bialik como Drª. Amy Farrah Fowler por The Big Bang Theory (Episódio: "The Prom Equivalency") (CBS) - Julie Bowen como Claire Dunphy por Modern Family (Episódio: "Valentine's Day 4: Twisted Sister") (ABC) - Anna Chlumsky como Amy Brookheimer por Veep (Episódio: "Convention") (HBO) - Gaby Hoffmann como Alexandria "Ali" Pfefferman por Transparent (Episódio: "Rollin'") (Amazon Prime Video) - Jane Krakowski como Jacqueline White por Unbreakable Kimmy Schmidt (Episódio: "Kimmy Gets a Job!") (Netflix) - Kate McKinnon como várias personagens por Saturday Night Live (Episódio: "Convidada: Taraji P. Henson") (NBC) - Niecy Nash como Denise "DiDi" Ortley por Getting On (Episódio: "The 7th Annual Christmas Card Competition") (HBO) |
| Melhor ator coadjuvante em série dramática - Peter Dinklage como Tyrion Lannister por Game of Thrones (Episódio: "Hardhome") (HBO) - Jonathan Banks como Mike Ehrmantraut por Better Call Saul (Episódio: "Five-O") (AMC) - Jim Carter como Charles Carson por Downton Abbey (Episódio: "A Moorland Holiday") (PBS) - Alan Cumming como Eli Gold por The Good Wife (Episódio: "Undisclosed Recipients") (CBS) - Michael Kelly como Doug Stamper por House of Cards (Episódio: "Chapter 27") (Netflix) - Ben Mendelsohn como Danny Rayburn por Bloodline (Episódio: "Parte 12") (Netflix)          | Melhor atriz coadjuvante em série dramática - Uzo Aduba como Suzanne "Crazy Eyes" Warren por Orange Is the New Black (Episódio: "Hugs Can Be Deceiving") (Netflix) - Christina Hendricks como Joan Holloway por Mad Men (Episódio: "Lost Horizon") (AMC) - Christine Baranski como Diane Lockhart por The Good Wife (Episódio: "Loser Edit") (CBS) - Emilia Clarke como Daenerys Targaryen por Game of Thrones (Episódio: "The Dance of Dragons") (HBO) - Lena Headey como Cersei Lannister por Game of Thrones (Episódio: "Mother's Mercy") (HBO) - Joanne Froggatt como Anna Bates por Downton Abbey (Episódio: "Episódio Oito") (PBS) |
| Melhor ator coadjuvante em série limitada ou telefilme - Bill Murray como Jack Kennison por Olive Kitteridge (Episódio: "Security") (HBO) - Damian Lewis como Henrique VIII por Wolf Hall (Episódio: "Crows") (PBS) - Denis O'Hare como Stanley por American Horror Story: Freak Show (Episódio: "Pink Cupcakes") (FX) - Finn Wittrock como Dandy Mott por American Horror Story: Freak Show (Episódio: "Bullseye") (FX) - Michael K. Williams como Jack Gee por Bessie (HBO) - Richard Cabral como Hector Tonz por American Crime (Episódio: "Episódio Dez") (ABC)                               | Melhor atriz coadjuvante em série limitada ou telefilme - Regina King como Aliyah Shadeed por American Crime (Episódio: "Episódio Quatro") (ABC) - Angela Bassett como Desiree Dupree por American Horror Story: Freak Show (Episódio: "Show Stoppers") (FX) - Kathy Bates como Ethel Darling por American Horror Story: Freak Show (Episódio: "Edward Mordrake", Parte 1) (FX) - Sarah Paulson como Bette e Dot Tattler por American Horror Story: Freak Show (Episódio: "Tupperware Party Massacre") (FX) - Zoe Kazan como Denise Thibodeau por Olive Kitteridge (Episódio: "Pharmacy") (HBO) - Mo'Nique como Ma Rainey por Bessie (HBO) |

### Direção
| Melhor direção em série de comédia - Transparent (Episódio: "Best New Girl"), dirigido por Jill Soloway (Amazon Prime Video) - The Last Man on Earth (Episódio: "Alive in Tucson"), dirigido por Phil Lord e Christopher Miller (Fox) - Louie (Episódio: "Sleepover"), dirigido por Louis C.K. (FX) - Silicon Valley (Episódio: "Sand Hill Shuffle"), dirigido por Mike Judge (HBO) - Veep (Episódio: "Testimony"), dirigido por Armando Iannucci (HBO) | Melhor direção em série dramática - Game of Thrones (Episódio: "Mother's Mercy"), dirigido por David Nutter (HBO) - Game of Thrones (Episódio: "Unbowed, Unbent, Unbroken"), dirigido por Jeremy Podeswa (HBO) - Boardwalk Empire (Episódio: "Eldorado"), dirigido por Tim Van Patten (HBO) - Homeland (Episódio: "From A to B and Back Again"), dirigido por Lesli Linka Glatter (Showtime) - The Knick (Episódio: "Method and Madness"), dirigido por Steven Soderbergh (Cinemax) |
| Melhor direção em especial de variedades - The Daily Show with Jon Stewart (Episódio: "Episódio 20103"), dirigido por Chuck O'Neil (Comedy Central) - The Colbert Report (Episódio: "Episódio 11040"), dirigido por James Hoskinson (Comedy Central) - Inside Amy Schumer (Episódio: "12 Angry Men Inside Amy Schumer"), dirigido por Amy Schumer e Ryan McFaul (Comedy Central) - Late Show with David Letterman (Episódio: "Show 4214"), dirigido por Jerry Foley (CBS) - The Tonight Show Starring Jimmy Fallon (Episódio: "Show 203"), dirigido por Dave Diomedi (NBC) | Melhor direção em série limitada, telefilme ou especial dramático - Olive Kitteridge, dirigido por Lisa Cholodenko (HBO) - American Horror Story: Freak Show (Episódio: "Monsters Among Us"), dirigido por Ryan Murphy (FX) - Bessie, dirigido por Dee Rees (HBO) - The Honourable Woman, dirigido por Hugo Blick (Sundance TV) - Houdini, dirigido por Uli Edel (History) - The Missing, dirigido por Tom Shankland (Starz) - Wolf Hall, dirigido por Peter Kosminsky (PBS)        |

### Roteiro
| Melhor roteiro em série de comédia - Veep (Episódio: "Election Night"), escrito por Simon Blackwell, Armando Iannucci e Tony Roche (HBO) - Episodes (Episódio: "Episódio Nine"), escrito por David Crane e Jeffrey Klarik (Showtime) - The Last Man on Earth (Episódio: "Alive in Tucson"), escrito por Will Forte (Fox) - Louie (Episódio: "Bobby's House"), escrito por Louis C.K. (FX) - Silicon Valley (Episódio: "Two Days of the Condor"), escrito por Alec Berg (HBO) - Transparent (Episódio: "Pilot"), escrito por Jill Soloway (Amazon Primeo Video) | Melhor roteiro em série dramática - Game of Thrones (Episódio: "Mother's Mercy"), escrito por David Benioff e D. B. Weiss (HBO) - The Americans (Episódio: "Do Mail Robots Dream of Electric Sheep?"), escrito por Joshua Brand (FX) - Better Call Saul (Episódio: "Five-O"), escrito por Gordon Smith (AMC) - Mad Men (Episódio: "Lost Horizon"), escrito por Matthew Weiner e Semi Chellas (AMC) - Mad Men (Episódio: "Person to Person"), escrito por Matthew Weiner (AMC)                            |
| Melhor roteiro de especial de variedades - The Daily Show with Jon Stewart (Comedy Central) - The Colbert Report (Comedy Central) - Inside Amy Schumer (Comedy Central) - Key & Peele (Comedy Central) - Last Week Tonight with John Oliver (HBO) | Melhor roteiro para série limitada, telefilme ou especial dramático - Olive Kitteridge, escrito por Jane Anderson (HBO) - American Crime (Episódio: "Episódio One"), escrito por John Ridley (ABC) - Bessie, escrito por Dee Rees, Christopher Cleveland, Bettina Gilois e Horton Foote (HBO) - Hello Ladies: The Movie, escrito por Stephen Merchant, Gene Stupnitsky e Lee Eisenberg (HBO) - The Honourable Woman, escrito por Hugo Blick (Sundance TV) - Wolf Hall, escrito por Peter Straughan (PBS) |